# Muça ibne Buga Alquibir
Muça ibne Buga Alquibir (Musa ibn Bugha al-Kabir - lit. Muça, filho de Buga, o Velho; m. 877) foi um líder militar abássida de origem turca. Muça foi o filho de Buga, o Velho, um dos principais generais turcos sob o califa Almotácime (r. 833–842). É possível que tenha participado ou ao menos organizado o assassinato do califa Mutavaquil (r. 847–861) em 861. 
Depois da morte de Buga, em 862, sucedeu-o em suas funções e teve um importante papel durante a chamada "Anarquia de Samarra". Finalmente, emergiu vitorioso e, apesar de sua íntima relação com o vizir e regente Almuafaque (r. 870–891), tornou-se o mais poderoso general do Califado Abássida de 870 até sua morte em 877. Seus filhos Amade, Maomé e Alfadle igualmente tornaram-se figuras militares seniores, especialmente contra a Rebelião Zanje.